# Sparkassen-Finanzgruppe
Le Sparkassen-Finanzgruppe (« Groupe financier des caisses d'épargne ») est un réseau de banques publiques qui, ensemble, forment le plus grand groupe de services financiers en Allemagne et dans toute l'Europe. Son nom fait référence aux caisses d'épargne contrôlées par les autorités locales, connues en allemand sous le nom de Sparkasse, au pluriel Sparkassen. Son activité est essentiellement localisée en Allemagne.

## Histoire
Les premières caisses d'épargne d'Allemagne ont été fondées au XVIIIe siècle dans les principales villes commerçantes. L'Ersparungscasse der Hamburgischen Allgemeinen Versorgungsanstalt à Hambourg en 1778 est l'une des premières institutions à avoir adopté le modèle commercial des caisses d'épargne modernes. Les fondateurs étaient de riches marchands, des employés de bureau et des universitaires. Ils souhaitaient développer des solutions permettant aux personnes à faibles revenus d'épargner de petites sommes d'argent et de soutenir la création d'entreprises. En 1801, la première caisse d'épargne avec un garant municipal a été fondée à Göttingen pour lutter contre la pauvreté. En 1838, la Prusse a adopté la première législation sur les caisses d'épargne (Sparkassenreglement), qui a ensuite servi de modèle à d’autres juridictions allemandes. Entre 1850 et 1903, l'idée des caisses d'épargne municipales s'est répandue et le nombre de caisses d'épargne en Allemagne est passé de 630 à 2834.
Pendant la Première Guerre mondiale, le gouvernement impérial allemand s'est appuyé sur le réseau des caisses d'épargne pour placer des obligations de guerre, ce qui a marqué le début de leur activité dans le domaine des valeurs mobilières. En 1934, toutes les caisses d'épargne ont été désignées comme établissements de crédit en vertu de la nouvelle législation bancaire adoptée à la suite de la crise de 1931. Le groupe des caisses d'épargne, désigné à partir de 1935 sous le nom de Wirtschaftsgruppe Sparkassen, a de nouveau participé au financement de la guerre avant et pendant la Seconde Guerre mondiale. Les caisses d'épargne d'Allemagne de l'Est ont été nationalisées et séparées du reste du réseau en 1945, mais y ont été réintégrées en 1990.